# Nri-Igbo
Nri-Igbo är den kalender som används i Igboland i sydöstra Nigeria.
Ett kalenderår utgörs av 336 dagar som är indelade i 13 månader. Varje månad består av 28 dagar indelade i sju veckor. Varje vecka består av fyra dagar. Dagarna kallas för Afor, Nkwo, Eke och Oye. Nyåret infinner sig i februari. Året räknas fram efter stjärnkalkyleringar som görs årligen vid Iguarofestivalen.